# Jerker Eriksson

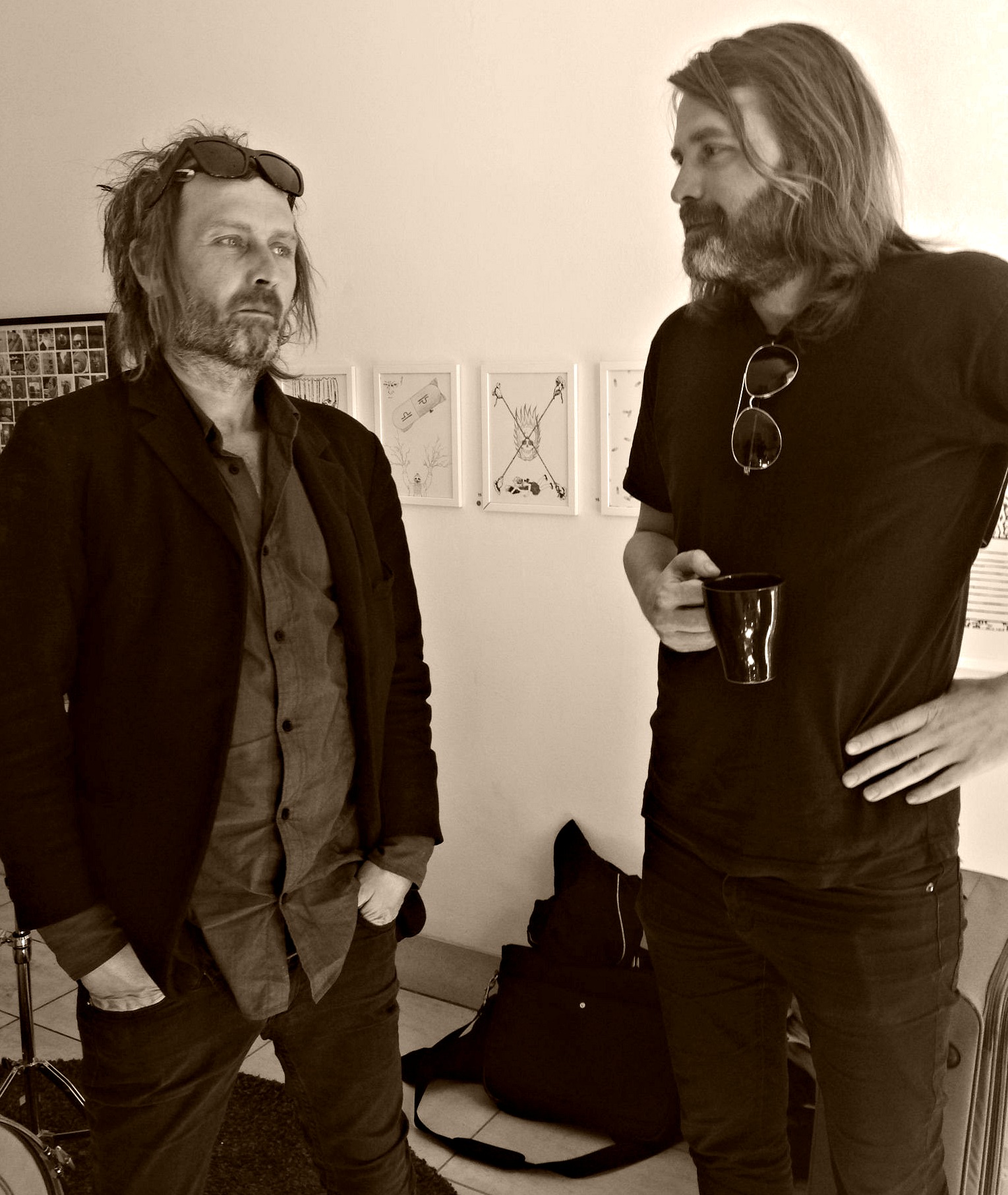
Erik Axl Sund (2014, Pressebild): Jerker Eriksson und Håkan Axlander Sundquist

Jerker Eriksson (geboren 1974) ist ein schwedischer Romanautor. Gemeinsam mit Håkan Axlander Sundquist bildet er das Autorenduo Erik Axl Sund, das mit der Victoria-Bergmann-Trilogie aus den Romanen Krähenmädchen, Narbenkind und Schattenschrei international erfolgreich ist und mit dem Spezialpreis (Specialpris) der Schwedischen Krimiakademie ausgezeichnet wurde.

## Veröffentlichungen
Jerker Eriksson veröffentlichte bislang mehrere Romane gemeinsam mit Håkan Axlander Sundquist unter dem Pseudonym Erik Axl Sund:
- Kråkflickan (Victoria Bergmans svaghet, #1), Stockholm 2010. ISBN 978-91-85785-47-6
  - deutsch: Krähenmädchen (Übersetzung aus dem Schwedischen von Wibke Kuhn) Goldmann-Verlag 2014. ISBN 978-3-442-48117-0
- Hungerelden (Victoria Bergmans svaghet, #2), Stockholm 2011. ISBN 978-91-85785-54-4
  - deutsch: Narbenkind (Übersetzung aus dem Schwedischen von Wibke Kuhn) Goldmann-Verlag 2014. ISBN 978-3-442-48118-7
- Pythians anvisningar: ["mord och psykoterapi"] (Victoria Bergmans svaghet, #3), Stockholm 2012. ISBN 978-91-85785-57-5
  - deutsch: Schattenschrei (Übersetzung aus dem Schwedischen von Wibke Kuhn) Goldmann-Verlag 2014. ISBN 978-3-442-48119-4
- Glaskroppar (Melankolitrilogin, #1), Stockholm 2014. ISBN 978-91-7037-688-7
  - deutsch: Scherbenseele (Übersetzung aus dem Schwedischen von Nike Karen Müller) Goldmann-Verlag 2015. ISBN 978-3-442-48333-4